# Subsecretaria de Justícia
La Subsecretaria de Justícia és una subsecretaria del Ministeri de Justícia d'Espanya. Li correspon, amb caràcter general, el suport i assessorament tècnic al Ministre en l'elaboració i aprovació dels plans d'actuació del departament, l'anàlisi de l'actuació, funcionament i estructura dels òrgans, unitats i organismes dependents del departament i la formulació, si escau, de propostes per a la seva millora funcional, organitzativa i administrativa atenent als principis de legalitat, eficàcia, eficiència i qualitat, així com l'anàlisi i coordinació d'aquelles altres propostes que, a aquest efecte, realitzin els altres òrgans superiors del departament, així com de les directrius d'actuació i funcionament dels òrgans i unitats dependents de la Subsecretaria.
Li correspon, a més, l'organització, coordinació, impuls i supervisió dels treballs prelegislatius d'aquests òrgans i unitats dependents d'ella i de la Comissió General de Codificació, així com la supervisió de la fonamentació tècnic jurídica de tots els assumptes del Ministeri de Justícia i els seus organismes que se sotmetin a la consideració de la Comissió General de Secretaris d'Estat i Subsecretaris i del Consell de Ministres.
És també l'òrgan directiu del departament al que correspon, sota la superior autoritat del Ministre, l'adreça, impuls i gestió de les atribucions ministerials relatives a estat civil i nacionalitat, la fe pública notarial, els drets registrals i el Registre Civil, així com les relacions amb el Consell General del Notariat i el Col·legi de Registradors de la Propietat i Mercantils d'Espanya.

## Funcions
D'acord amb el Reial decret 725/2017, li correspon a la Sotssecretària de Justícia:
- L'elaboració i tramitació de l'avantprojecte de pressupostos del departament i la coordinació dels corresponents als seus organismes públics dependents, així com la tramitació dels expedients de modificacions pressupostàries.
- La informació financera, el seguiment pressupostari i l'anàlisi de costos de la gestió del departament i dels processos de traspàs, així com l'anàlisi de l'eficiència de les seves despeses i, en tot cas, les que es determinen en el Reial decret 2855/1979, de 21 de desembre, pel qual es creen les Oficines Pressupostàries.
- La gestió dels recursos humans del departament i dels processos de selecció i provisió de llocs de treball i la planificació, elaboració i administració de les plantilles i relacions de llocs de treball i de les seves modificacions. L'organització i desenvolupament de la formació, la programació i gestió de l'acció social, així com la participació en la negociació col·lectiva i les relacions laborals i la prevenció i salut laborals del personal.
- La planificació i execució de la política retributiva, les propostes de dotació pressupostària i la gestió i seguiment del capítol I del pressupost, així com dels préstecs i bestretes reintegrables, l'elaboració de les nòmines i l'habilitació i pagaduria del personal del Departament.
- L'administració financera d'ingressos i despeses incloses els crèdits d'operacions corrents, subvencions i transferències de capital, la gestió de les indemnitzacions per raó de servei, la gestió, administració i control de subministraments, serveis i béns materials, i l'examen i comprovació de tots els comptes corresponents als crèdits que gestiona, la tresoreria dels fons del departament i la coordinació de les seves diferents caixes pagadores.
- La tramitació dels expedients de contractació que celebri el departament, així com la secretaria i coordinació dels seus òrgans col·legiats en matèria de contractació, sense perjudici de les competències dels centres directius del departament en la definició i seguiment dels projectes, així com les que, sobre aquesta matèria, poguessin ser atribuïdes a altres òrgans del Ministeri.
- La tramitació de les encomanes de gestió i convenis de col·laboració en l'àmbit de la seva competència.
- La direcció, impuls i gestió dels serveis generals i de règim interior, així com la vigilància i seguretat, la gestió, conservació i manteniment dels seus recursos; el manteniment ordinari dels edificis calmi dels serveis centrals del departament i l'elaboració i actualització de l'inventari de béns mobles.
- L'administració, reparació i conservació dels béns immobles del departament, l'elaboració i actualització de l'inventari del patrimoni immobiliari adscrit a aquest i la gestió dels seus arrendaments, en col·laboració, si escau, amb les gerències territorials i en coordinació amb la Direcció general del Patrimoni de l'Estat.
- La programació i gestió de les inversions noves i les de reposició i la planificació, supervisió i adreça dels projectes d'obres de construcció, reparació i conservació dels seus edificis, instal·lacions, mobiliari i altres béns per a la posada en funcionament dels serveis.
- La informació i assistència al ciutadà, així com les funcions que la Llei 19/2013, de 9 de desembre, de transparència, accés a la informació pública i bon govern, i les seves disposicions de desenvolupament atribueixen a les unitats d'informació, en l'àmbit del Ministeri de Justícia.
- La gestió del registre general del departament, el registre de funcionaris públics habilitats i l'establiment de directrius harmonitzades de funcionament en les oficines d'assistència a registres, així com portar la Secció de Legalitzacions del Ministeri de Justícia, tant en relació amb documents físics com a electrònics.
- La resolució dels procediments d'exercici del dret de petició.
- La inspecció dels serveis, del personal i els seus organismes públics dependents, així com les funcions en matèria d'informes sobre autoritzacions i reconeixement de compatibilitats.
- La racionalització, normalització i simplificació dels procediments administratius i dels mètodes de treball, així com l'avaluació de la qualitat i el rendiment dels serveis.
- L'impuls i coordinació de la política informàtica del departament, el desenvolupament dels sistemes d'informació necessaris per al funcionament dels serveis, la implantació de l'administració electrònica en el departament, la gestió i administració de les xarxes de comunicació de veu i dades, l'administració del domini d'Internet, la seu electrònica i portal institucional del Ministeri i l'assessorament i assistència en matèria de tecnologies de la informació, sense perjudici de les competències d'altres unitats i de la deguda coordinació amb aquestes.
- La preparació dels assumptes relatius a l'exercici del dret de gràcia amb caràcter previ a la seva elevació al Consell de Ministres.
- La gestió dels assumptes relatius als títols nobiliaris i grandeses d'Espanya, gestió de les peticions de successió, cessió, distribució i rehabilitació de distincions nobiliàries.
- L'adreça de la Cancelleria de l'Orde de Sant Ramon de Penyafort, la preparació de les propostes i l'expedició de les condecoracions i la gestió del Registre de distincions de l'Orde.
- Les competències del departament en relació amb la Llei 52/2007, de 26 de desembre, per la qual es reconeixen i amplien drets i s'estableixen mesures en favor dels qui van patir persecució o violència durant la guerra civil i la dictadura.
- La coordinació i supervisió, si escau, de la política de protecció i reutilització de dades, d'acord amb les previsions normatives vigents, en l'àmbit de competència del Ministeri de Justícia.
- La direcció i coordinació del Sistema Arxivístic del Ministeri de Justícia, constituït per l'Arxiu General i els altres arxius de gestió, així com de la Política de Gestió documental del departament, de manera que s'asseguri la conservació de la documentació que mantingui els valors probatoris i testimonials, i si escau l'eliminació dels quals no els posseeixin, d'acord amb la normativa sobre conservació del patrimoni documental administratiu.

## Estructura
De la Subsecretaria de Justícia depenen els següents òrgans directius:
- Secretaria General Tècnica.
- Direcció general de Seguretat Jurídica i Fe Pública.
- Direcció general per a la Memòria Històrica.

## Llista de Subsecretaris
| Nom                              | Cos de funcionaris                                                | Any de naixement | Data de nomenament     |
| -------------------------------- | ----------------------------------------------------------------- | ---------------- | ---------------------- |
| Rafael de Mendizábal y Allende   | Magistrat                                                         | 1927             | 16 de juliol de 1976   |
| Juan Antonio Ortega Díaz-Ambrona | Lletrat del Consell d'Estat                                       | 1939             | 13 de setembre de 1977 |
| Manuel Marín Arias               | Cos d'Inspectors Financers i Tributaris de l'Estat                | 1938             | 10 de maig de 1979     |
| Arturo Romaní Biescas            | Cos d'Advocats de l'Estat                                         | 1942             | 26 de setembre de 1980 |
| Enrique Linde Paniagua           | Professor Universitari                                            | 1947             | 27 de març de 1981     |
| Antonio Gullón Ballesteros       | Magistrat                                                         | 1965             | 18 de setembre de 1981 |
| Liborio Hierro Sánchez-Pescador  | Professor Universitari                                            |                  | 7 de desembre de 1982  |
| Fernando Pastor López            | Magistrat                                                         |                  | 26 de febrer de 1990   |
| Margarita Robles Fernández       | Magistrada                                                        | 1957             | 23 de juliol de 1993   |
| Luis Herrero Juan (1)            | Cos Superior d'Administradors Civils de l'Estat                   | 1945             | 20 de maig de 1994     |
| Ramón García Mena                | Cos Superior de Lletrats del Tribunal de Comptes                  | 1930             | 10 de maig de 1996     |
| Ignacio Astarloa Huarte-Mendicoa | Professor Universitari                                            | 1955             | 5 de maig de 2000      |
| María José García Beato          | Cos d'Advocats de l'Estat                                         | 1965             | 19 de juliol de 2002   |
| Ana María de Miguel Langa        | Cos Superior de Tècnics de l'Administració de la Seguretat Social | 1957             | 19 d'abril de 2004     |
| Susana Peri Gómez                | Cos Superior de Tècnics de l'Administració de la Seguretat Social | 1958             | 23 de febrer de 2007   |
| Purificación Morandeira Carreira | Cos Superior d'Administradors Civils de l'Estat                   | 1965             | 27 de febrer de 2009   |
| Juan Bravo Rivera                | Cos de Tècnics Superiors de la Comunitat de Madrid                | 1963             | 30 de desembre de 2011 |
| Áurea Roldán Martín              | Cos de Lletrats del Consell d'Estat                               |                  | 3 d'octubre de 2014    |
| Cristina Latorre Sancho          | Cos Diplomàtic                                                    | 1961             | 15 de juny de 2018     |

(1) Subsecretari d'Interior i Justícia